# VdB 111
vdB 111 è una nebulosa a riflessione visibile nella costellazione dell'Ofiuco.
Si individua nella parte settentrionale della costellazione, a circa 6,5° in direzione WNW rispetto alla stella Cebalrai (β Ophiuchi); la nube circonda una stella di sesta magnitudine, nota come HD 156697, una gigante gialla di classe spettrale F1III/IV leggermente variabile: si tratta infatti di una variabile Delta Scuti che oscilla di appena due decimi di magnitudine con un periodo di circa due ore (0,1874 giorni), avente anche la sigla V2112 Ophiuchi. La nube che la circonda brilla a causa della riflessione della luce della sua stella centrale.
Con una parallasse pari a 7,17 mas, la distanza della stella risulta essere di circa 140 parsec (455 anni luce), quindi alla medesima distanza di altre nebulose ionizzate situate più a sud, come Sh2-24, legata alle lunghe nubi oscure MBM 57 e MBM 151, e Sh2-36, legata ad una bolla di gas in espansione. I complessi nebulosi della regione, responsabili dell'oscuramento della Via Lattea in direzione dell'Ofiuco, sono fra i più vicini in assoluto al sistema solare; attraverso studi condotti a più lunghezze d'onda, si è scoperto che essi sono orientati a formare dei lunghi filamenti.